# Amduscia
Az Amduscia 1999-ben alakult mexikói aggrotech együttes.

## Történetük
1999-ben alakultak Mexikóvárosban, tagjai Polo Acevedo, Edgar Acevedo, Raul Montelongo. Céljuk az volt, hogy kifejezzék az őket körülvevő káoszt: a korrupció, önkény, szervezett bűnözés által sanyargatott Mexikóban az ember jövője sötétnek tűnik. Az Amduscia ezt a kilátástalanságot fogalmazta meg agresszív szövegeivel és ritmusaival.
Az együttes neve Amdusias (Amdukias, Amduscias, Ambduscias) démonra utal. A középkori démonológiában Amdusias a pokol egyik hercege volt, aki unikornisként vagy pedig emberi alakban jelent meg, 29 légiónak parancsolt, és láthatatlan hangszerekkel tudott koncerteket adni.
2003-ban kiadták Perdicion Perversion Demencia demójukat, majd ugyanabban az évben megjelent első nagylemezük, a Melodies For The Devil a német Out Of Line kiadónál. Alkotásaik sikeresek voltak, így 2006-ban szerződést kötöttek a Metropolis Record-szal, és 2006-os From Abuse To Apostasy albumuk Észak-Amerikában is megjelent.
2009-ben Raul Montelongo elhagyta az együttest, 2010-ben pedig Edgar Acevedo elhunyt leukémiában, így Polo Acevedo egyedül vitte tovább a projectet.

## Stílusuk leírása

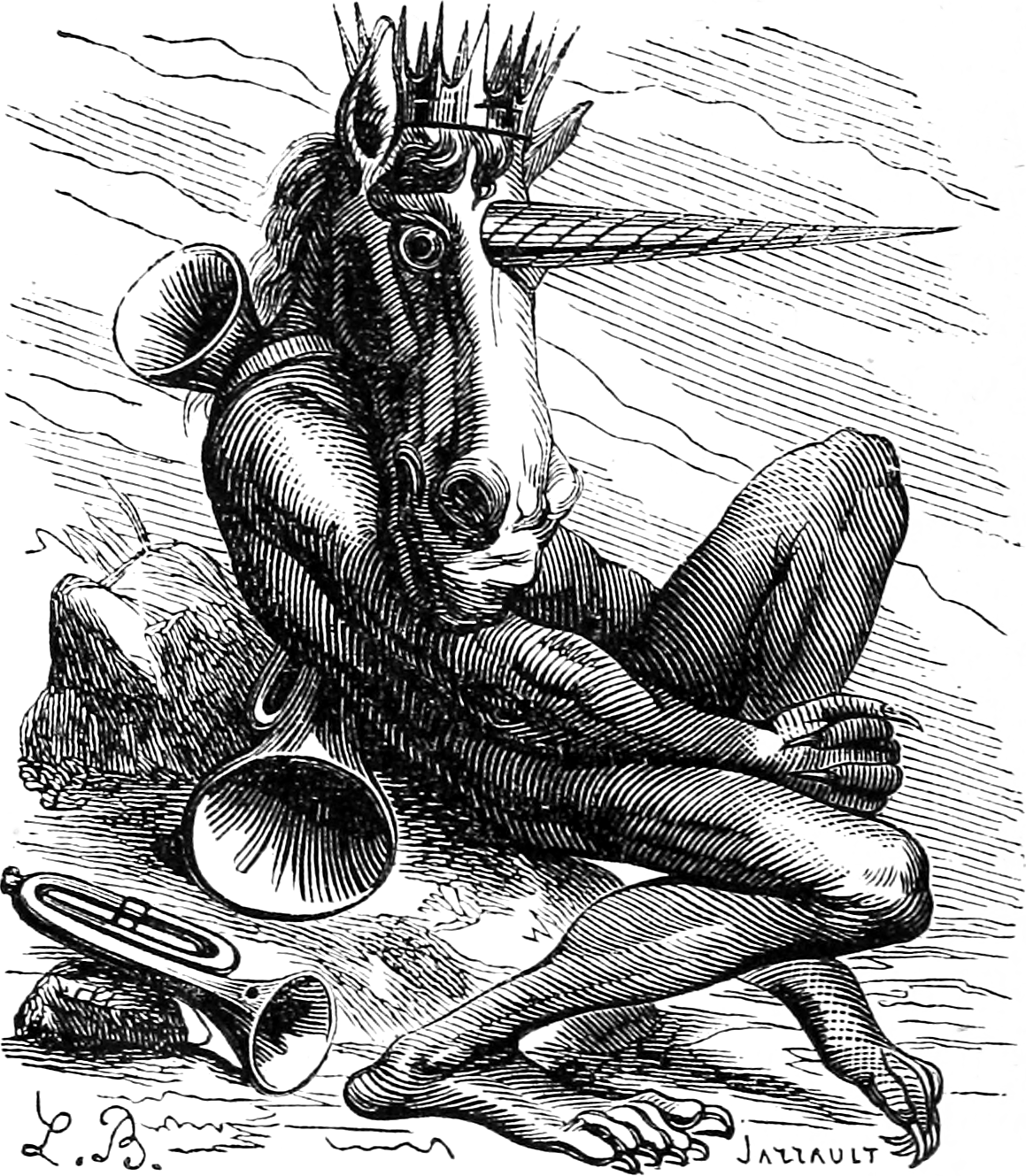
Amdusias, a démon

Az Amduscia korai számait a Hocico és Cenobita (szintén mexikói aggrotech együttesek) munkáival hasonlították össze, azonban hamarosan új, jellegzetes stílust fejlesztettek ki. Hatással volt rájuk a dark ethereal, dark wave, gothic, cyberpunk, korai EBM, de még a szintipop és a futurepop is.
Zenéjük ötvözi a techno könnyedségét és az electro-industrial agresszivitását. Angolul és spanyolul énekelnek.

## Diszkográfia

### Stúdióalbumok
- Melodies for the Devil (2003)
- From Abuse to Apostasy (2006)
- Madness in Abyss (2008)
- Death, Thou Shalt Die (2011)
- Filofobia (2013)[8]

### Középlemezek
- Dead or Alive (2005)
- Impulso Biomecànico (2005)